# Gyula Harangozó
Gyula Harangozó (* 4. Mai 1956 in Budapest) ist ein ungarischer Balletttänzer und zeitweiliger Ballettdirektor der Wiener Staatsoper.

## Leben
Gyula Harangozó ist der Sohn des gleichnamigen Choreographen Gyula Harangozó sen. Er lernte Ballett zunächst am Staatlichen Ballettinstitut in Ungarn, seine Ausbildung setzte er bis 1976 in Moskau fort. Er begann seine Ballettkarriere an der Staatsoper Budapest. Von 1976 bis 1983 tanzte er in Wien, von 1981 bis 1991 in München. Dann gab er die Zeitschrift Stars of Ballett in verschiedenen europäischen Ländern heraus.
Von 2005 bis 2010 war Gyula Harangozó Direktor des Wiener Staatsballetts und künstlerischer Leiter der Ballettschule der Wiener Staatsoper.

## Preise und Auszeichnungen
- seit 1977 diverse Preise
- 2010 Österreichisches Ehrenkreuz für Wissenschaft und Kunst[1]
- 2012 Kossuth-Preis

## Rollen (Auswahl)
- Romeo und Julia (John Cranko)
- Coppelia (Gyula Harangozó sen.)
- Schwanensee (Rudolf Nurejew)
- Don Quichotte (Rudolf Nurejew)